# 基林曲线

从1958年到2018年的大气二氧化碳 (CO_{2}) 浓度

基林曲线是基于1958年至夏日在夏威夷莫纳罗亚天文台进行的连续测量，地球大气中二氧化碳积累的图表。这条曲线以科学家查尔斯·大卫·基林的名字命名，他开始实施监测计划并对其进行监督，直到2005年去世。 基林的测量结果显示了大气中二氧化碳水平迅速增加的第一个重要证据。